# 张遵古
张遵古（?—?），后晋时河西军节度留后。开始作为权知河西节度使。开运三年（946年），后晋灭亡前夕，少帝石重贵在三月初一（4月5日）以张遵古为河西留后。这件事在《旧五代史·外国列传二》、《新五代史·四夷附录第三》上没有记载。
| 前任： 陈延晖 | 河西节度使 | 繼任： 折逋嘉施 |